# Войченко Гарій Олександрович
Гарій Олександрович Войченко (24 квітня 1936, м. Кропивницький) — член Національної спілки театральних діячів України, член Національної спілки журналістів України, палкий аматор і пропагандист театрального мистецтв.

## Біографія
Гарій Олександрович народився 24 квітня 1936 року в місті Кірово, тоді Одеської області (нині це місто Кропивницький Кіровоградської області).
Разом зі своєю сім'єю тяжкі та страшні майже 900 днів окупації під час Другої світової війни.
У вересні 1944 року пішов до першого класу школи № 20. З 1948 по 1954 рік проживав та навчався у Добровеличківці.
У 1961 році закінчив Сімферопольське училище культури, а у 1968 році Харківський державний інститут культури і мистецтв за спеціальністю режисер театрального колективу.
Працював в обласному управлінні культури, центрі народної творчості та у театрі ляльок.
У різних колективах поставив понад двадцять вистав. У тому числі «Шельменко-денщик» Г.Квітки-Основ'яненка, «Майська ніч» М.Старицького, «Божественна комедія» І. Штока, «Диктатура» І.Микитенко, «Трибунал» А.Макайонка, «Перебіжчик» А та П. Тур, «Похоронок не було» З.Тоболкіна, «Павлинка» Я. Купали, «Мийдодір» (за К. Чуковським, театр ляльок). Крім театральних постановок було поставлено не менше п'ятисот концертних і шоупрограм. Майже в кожній виставі залишав і для себе роль, а на естраді виступав в розмовному жанрі.
Він багато пише, малює, досліджує, друкує, веде широку культурно-просвітницьку роботу, будучи членом художніх рад двох обласних театрів.
Його вірші друкувалися в обласних газетах. Пісні на його тексти співають як професіонали, так і аматори, їх виконують солісти, хори та вокальні ансамблі. І не тільки Кіровоградщини. Серед композиторів, із якими співпрацює Гарій Олександрович, Олександр Пляченко (Москва), Володимир Волощук (Харків), Павло Гарбар (Одеса), Володимир Попандопуло (Олександрія), а також кропивничани — Костянтин Дьомін, Віктор Гаврилюк, Іван Криворучко, Лариса Гайдай, Григорій Палій.
Тексти Гарія Войченка друкувалися в таких пісенних збірках, як «Любіть Україну» (2003), «Доле моя» (2004), «З вірою, надією, любов'ю» (2006), «Люблю тебе, мій краю» (2008). Перша ж власна книжечка поета «Ми родом з дитинства» (українською та російською мовами), де зібрані його окремі пісні та вірші, вийшла друком у ПВЦ «МАВІК» ще 2003 року.
Гарій Войченко — автор збірок «Думи мої», «Степова симфонія», «Ми родом з дитинства» (трилогія), «Теплий дощ», «Перші кроки», «Анка».

## Відзнаки
- Лауреат премії імені Володимира Винниченка (2013 р.)